# Jovan Divjak
Jovan Divjak, né le 11 mars 1937 à Belgrade, dans le royaume de Yougoslavie, aujourd'hui en Serbie, et mort le 8 avril 2021 à Sarajevo, en Bosnie-Herzégovine,, est un bosnien, ancien général commandant le 1er Corps d'Armée de l'armée de la république de Bosnie et d'Herzégovine lors de la Guerre de Bosnie-Herzégovine. Il en aurait été le plus haut gradé ethniquement serbe. Il vivait à Sarajevo où il est décédé des suites d'une longue et grave maladie.

## Biographie

### Son enfance et sa carrière militaire
Son père venait de la Bosanska Krajina, en poste dans l’éducation en Serbie et sa mère était de Serbie. De 1956 à 1959 il suit les cours de l’Académie militaire de Belgrade. En 1964 il est accepté à l’École d'état-major de Compiègne. Il étudie de 1969 à 1971 à l’académie des cadets à Belgrade et enfin de 1979 à 1981 il suit le programme de planning de « Guerre et de Défense » à Belgrade. Il rentre ensuite dans l’armée de Josip Broz Tito, en Yougoslavie, personnage dont il gardera un bon souvenir. 
Après quelques années dans l'Armée populaire yougoslave (JNA), Divjak est nommé au commandement de la défense territoriale pour le secteur de Mostar de 1984 à 1989, puis pour le secteur de Sarajevo de 1989 à 1991. En 1991, alors que la JNA se préparait à la guerre en Bosnie, elle a confisqué les armes de la défense territoriale de la Bosnie-Herzégovine. Cependant, Jovan Divjak a réussi à détourner 120 armes légères et 20 000 balles en faveur de la défense territoriale de Kiseljak. Pour cet acte, il a été convoqué devant la cour martiale de la JNA et condamné à neuf mois d'emprisonnement. Le 8 avril 1992, il est nommé au commandement de la défense territoriale de Bosnie-Herzégovine (T.O.). Un mois plus tard, il protège Sarajevo d’une attaque de la JNA de grande envergure.
Refusant de se définir comme Serbe, Croate ou Bosniaque, il se considère avant tout comme bosnien. Il est ainsi devenu un symbole de la défense de Sarajevo multiethnique assiégée.

### Vie associative
Divjak est président et directeur de l’association OGBH, « OBRAZOVANJE GRADI BIH » (l’éducation construit la Bosnie-Herzégovine). Une association dont il a été l'un des fondateurs en 1994, et dont le but est d’aider les enfants dont les familles ont été victimes de la guerre, en leur accordant des bourses, mais aussi de développer l’éducation dans toute la Bosnie-Herzégovine, notamment grâce à l’aide humanitaire reçue par d’autres associations (entre autres l'association française Equinox et le Cercle du Rhin International). Depuis 2004, il fait partie de la direction du « NGO Reference Group » à Sarajevo. Depuis 1998, il est membre actif de l’association des Intellectuels Indépendants « Krug 99 » à Sarajevo.
Avant 1998, il a été un membre actif d’autres associations, telles que des associations sportives, ou la Faculté d’éducation physique de Sarajevo, et a été très actif dans diverses ONG en Bosnie-Herzégovine. Il essaye d’aider son pays au mieux afin que le futur de la Bosnie-Herzégovine soit plus heureux que son passé. Il refuse cependant de prendre des fonctions militaires ou politiques pour son pays.
Il a été décoré de la Légion d'honneur par le président Jacques Chirac pour "son sens civique, son refus des préjugés et de la discrimination ethnique".
En 2006,  il est nommé ambassadeur universel de la paix  par le « Conseil mondial du Cercle universel des ambassadeurs de la paix », à Genève.
En 2009, il est décoré de l'ordre Lafayette, pour son action envers les orphelins et l'éducation des enfants dans son pays.
En 2011, il est arrêté en Autriche et son extradition demandée par la république de Serbie pour "crimes de guerre" contre l'armée yougoslave,,,
. 
Il est libéré le 2 août 2011 au motif que les accusations portées contre lui étaient sans aucun fondement juridique et n'avaient qu'un but politique.